# الملحقية الثقافية السعودية في أستراليا
الملحقية الثقافية السعودية في أستراليا هي منظمة ثقافية سعودية في أستراليا تعمل على تنمية التبادل الثقافي بين السعودية وأستراليا.

## نشأة وتاريخ الملحقية
أنشئت الملحقية الثقافية في أستراليا في عهد خادم الحرمين الشريفين بن عبدالعزيز آل سعود – رحمه الله – وبرعاية معالي وزيرالتعليم العالي الدكتور: خالد بن محمد العنقري وذلك في 7/1425هـ (9/2004م) إيذاناً بالانطلاقة الرسمية للعمل في الملحقية الثقافية، علماً بأن مهمة متابعة الشؤون الدراسية للمبتعثين قبل إنشاء الملحقية كانت تتم من خلال الملحقية الثقافية السعودية في باكستان، وخلال الأعوام الأولى من إنشائها مارست الملحقية الثقافية في أستراليا مهامها من داخل مقر سفارة خادم الحرمين الشريفين حيث أنه لم يكن هنالك مبنىً مستقلاً لها.
نظراً لقلة عدد الملحقيات الثقافية في دول شرق آسيا والمحيط فقد تولت الملحقية الثقافية في أستراليا في وقت سابق مهام الإشراف على عدد من الدول مثل نيوزلندا وسنغافورة وماليزيا، وقد تم فصل ملحقيات هذه الدول في ملحقيات مستقلة وذلك انطلاقاً من اهتمام وزارة التعليم العالي السعودية بإنشاء ملحقيات مستقلة لمتابعة الشؤون الثقافية والدراسية بشكل مباشر في الدول التي يتواجد فيها الطلاب المبتعثون.
تضاعفت أعداد الطلاب المبتعثين بشكل متسارع فمن أقل من 200 طالب في عام 2005 تجاوزت الأعداد حالياً عشرة آلاف طالب، كما تضاعفت أعداد الموظفين من أقل من عشرة موظفين إلى نحو 150 موظف يقومون بخدمة المبتعثين ومتابعة شؤونهم الدراسية والمالية وغيرها.
كانت الملحقية تمارس أعمالها منذ إنشائها من داخل مقر سفارة خادم الحرمين الشريفين ومع زيادة أعداد المبتعثين ظهرت الحاجة للتوسع فانتقلت الملحقية إلى مبنى مستأجروذلك تمهيداً لامتلاك مبنى متكامل الخدمات مستقبلاً، وهذا ما حدث منتصف عام 2010 ، حيث تم وبدعم كامل من وزارة التعليم العالي شراء مبنى مناسب في قلب العاصمة الأسترالية كانبرا، وقد روعي في هذا المبنى سهولة الوصول إليه وتوفير كل ما يحتاج إليه الموظف لإكمال عمله على أفضل وجه.

## إدارة الملحقية
تولى إدارة الملحقية منذ تأسيسها كل من:

### الدكتور: سليمان عبد المعطي المرداد (2006-2005م)
حصل الدكتور مرداد على درجة الدكتوراه في طب المجتمع من جامعة «مانيتوبا» بكندا، وقد تقلد منصب الملحق الثقافي كأول ملحق يتولى إدارة الملحقية الثقافية في أستراليا في العام 1425هـ / 2005م ووقع على عاتقه مهام تأسيس الملحقية الثقافية في أستراليا وتنظيم إجراءاتها. وقد تولت الملحقية في فترة إدارته مهام الإشراف على عدد من الدول مثل نيوزلندا وسنغافورة وماليزيا، كما تم تدشين النظام الإلكتروني الخاص بالملحقية في المعاملات أثناء فترة إدارته للملحقية كإحدى أوائل الملحقيات السعودية التي تطبق الأنظمة الإلكترونية في كامل معاملاتها، وقد انتهت فترة إدارته للملحقية في أواخر العام 1427هـ/ 2006م.

### الدكتور: علي بن محمد البشري (2006 -2012م)
حصل الدكتور البشري على درجة الدكتورة من الولايات المتحدة الأمريكية وعمل في عضوية هيئة التدريس بكلية التربية بجامعة الملك خالد بأبهاء ثم انتقل إلى التعليم العالي حيث صدر القراربتعيينه ملحقاً ثقافياً في أستراليا في العام 1427هـ / 2006م واستمرت فترة إدارته للملحقية حتى أواخر العام 1433هـ/2012م. وقد انتقلت الملحقية الثقافية في أستراليا خلال فترة إدارته من مقرها في السفارة حيث كانت تمارس أعمالها إلى مبنى مستأجر تمهيداً لامتلاك مبنى متكامل الخدمات مستقبلاً، وهذا ما حدث منتصف عام 2010م حيث انتقلت الملحقية إلى المبنى القائم حالياً بوسط العاصمة كانبرا. ونفذت الملحقية أثناء فترة إدارته عدداً من الخطط الإدارية الناجحة منها استحداث نظام الإشراف الدراسي وزيادة عدد الموظفين لمواكبة الزيادة في عدد الطلاب المبتعثين إلى أستراليا ونيوزلندا والتي تم فصلها في ملحقية مستقلة في منتصف عام 2010م، وبالإضافة إلى ذلك طبقت الملحقية النظام الإلكتروني الخاص بها والذي أسهم في تسهيل إجراءات طلابها المبتعثين وقد استمرت في تطبيقه حتى قيام وزارة التعليم العالي بتطبيق منظومة سفير كنظام موحد لجميع الملحقيات منتصف عام 2010م، وعمل الدكتور بعد ذلك ملحقا ثقافيا في كندا من عام 2012 م إلى 2017 م، ويعمل الدكتور البشري حالياً ملحقاً ثقافياً في اسبانيا.

### الدكتور: عبد العزيز بن عبد الله بن طالب (ابتداء من 9/2012م)
حصل الدكتور ابن طالب على درجة الدكتوراه من جامعة تكساس في الولايات المتحدة الأمريكية في منتصف عام 2005م، وقد عمل في عضوية هيئة التدريس بكلية التربية بجامعة الملك سعود بالرياض ثم مستشاراً غير متفرغ في وزارة التعليم العالي ثم مستشاراً متفرغاً فيها ثم انتقل للعمل بالملحقية الثقافية في أستراليا حيث شغل وظيفة مدير مجموعة ولاية فيكتوريا ثم مساعداً للملحق للشؤون الدراسية حتى توليه مهام إدارة الملحقية في أواخر العام 1433هـ/2012م.

## رؤية الملحقية
تسعى الملحقية الثقافية في أستراليا إلى أن تكون الأكثر تميزا في مجالات العمل الثقافي للملحقيات الثقافية السعودية في الخارج.
وتستند هذه الرؤية إلى
•الدور الفاعل للملحقيات الثقافية في عمليات الإشراف الأكاديمي والمالي على الطلبة المبتعثين ومرافقيهم.
•أن العمل الثقافي في الخارج مهنة متسارعة التطور معرفيا وتقنيا.
•تحول عمل الملحقيات الثقافية من متلقٍ إلى مبادر ومدير للعملية الثقافية ومخطط لها ومنمٍ للإبداع والعمل المشترك.
•اعتبار العمل الثقافي ذو الجودة والتميز والمهنية العالية أساس نجاح عمل الملحقيات الثقافية، وتحقيق مهامها.
•أن العمل الثقافي أساس في تعزيز العلاقات الدولية، وأن للملحقيات الثقافية دور محوري في تحقيقه.
•أن الملحقيات الثقافية هي حلقة الوصل بين المؤسسات التعليمية والمراكز البحثية في المملكة العربية السعودية ونظيراتها في الخارج من جهة، وجهات الابتعاث والمبتعثين من جهة أخرى.

## أهداف الملحقية الثقافية بأستراليا
تسعى الملحقية الثقافية بأستراليا إلى تعزيز العلاقات الثقافية والتعليمية والبحثية بين المملكة العربية السعودية وأستراليا، وتعزيز الصورة الذهنية الإيجابية عن المملكة العربية السعودية ومجتمعها لدى المجتمع الأسترالي، إضافة إلى تقديم الخدمات الأساسية للطلاب السعوديين الدارسين ومرافقيهم وفقا للأهداف العامة المحددة لعمل الملحقيات الثقافية السعودية في الخارج. وتتحدد أهداف الملحقية في النقاط التالية:
- الإشراف الأكاديمي والمالي على الطلاب المبتعثين بمختلف فئاتهم(طلاب دراسات عليا، طلاب جامعيون، أطباء، متدربين سواء أن كان ذلك في دورات تدريبية قصيرة أو طويلة).
- دعم وتعزيز العلاقات الثقافية بين المملكة العربية السعودية وأستراليا.
- دعم وتعزيز العلاقات التعليمية بين المملكة العربية السعودية وأستراليا.
- الاتصال الفعال بالمؤسسات التعليمية والعلمية والبحثية في أستراليا لخدمة الأغراض التعليمية والعلمية والبحثية للمملكة العربية السعودية ومؤسساتها ومبتعثيها.
- تمثيل المملكة في المؤتمرات العلمية والمنظمات التعليمية الدولية والإقليمية في أستراليا.
- تنظيم المعارض الدولية والمشاركة فيها وإقامة المهرجانات الثقافية والندوات والأنشطة الثقافية والاحتفالات بالمناسبات الوطنية، ودعم مشاركة أندية الطلبة السعوديين فيها.